# Star Wars: Starfighter
Star Wars: Starfighter é um jogo de ação que foi desenvolvido e publicado pela LucasArts. Ele se ambienta em um momento antes da batalha de Naboo. O jogador se une ao lado de três pilotos de Caça e está autorizado a assumir o controle de várias diferentes naves para ajudar a deter a invasão, que ameaça Naboo.